# Magic of Love
Singles de Taiyō to Ciscomoon
Everyday Everywhere
(1999) Marui Taiyō -winter ver.-
(1999)
Magic of Love est le 5e single du groupe Taiyō to Ciscomoon (futur T&C Bomber).

## Présentation
Le single, écrit et produit par Tsunku, sort le 29 septembre 1999 au Japon sous le label zetima, un mois seulement après le précédent single du groupe, Everyday Everywhere. Il atteint la 16e place du classement de l'Oricon, et reste classé pendant cinq semaines, se vendant à 41 020 exemplaires durant cette période. C'est le premier single du groupe à sortir au format maxi-CD de 12 cm de diamètre, les précédents étant sortis au format mini-CD de 8 cm, ancienne norme pour les singles au Japon.
La chanson-titre figurera sur le premier album du groupe, Taiyo & Ciscomoon 1 qui sort le mois suivant. Le single contient, en plus de la version instrumentale de la chanson-titre, une chanson inédite en "face B" (Versus), ainsi que deux versions remixées de la chanson-titre du précédent single du groupe, Everyday Everywhere. De la même manière, deux versions remixées de Magic of Love figureront sur le single suivant, Marui Taiyō -winter ver.-, qui sort trois mois plus tard. Les deux chansons originales du single figureront aussi sur la compilation Taiyō to Ciscomoon / T&C Bomber Mega Best de fin 2008. 
Le clip vidéo de la chanson-titre figurera, avec ceux des autres singles, sur la vidéo intitulée All Taiyō to Ciscomoon / T&C Bomber qui sortira fin 2000.
En 2015, le groupe Juice=Juice a repris la chanson titre, sous le nom Magic of Love (J=J 2015 Ver.) dans son premier album First Squeeze!.
Miwa Kominato quittera temporairement le groupe peu après la sortie de ce single ; le groupe sortira donc son prochain single Marui Taiyō -winter ver.- en trio.

## Liste des titres
1. Magic of Love
2. Versus
3. Everyday Everywhere crazy dance remix ("Remixed by E.S.P.")
4. Everyday Everywhere sugee reggae remix ("Remixed by Summer Soul")
5. Magic of Love (Instrumental)